# Virage à droite au feu rouge
Pour la règle concernant les vélos, voir cédez-le-passage cycliste au feu.

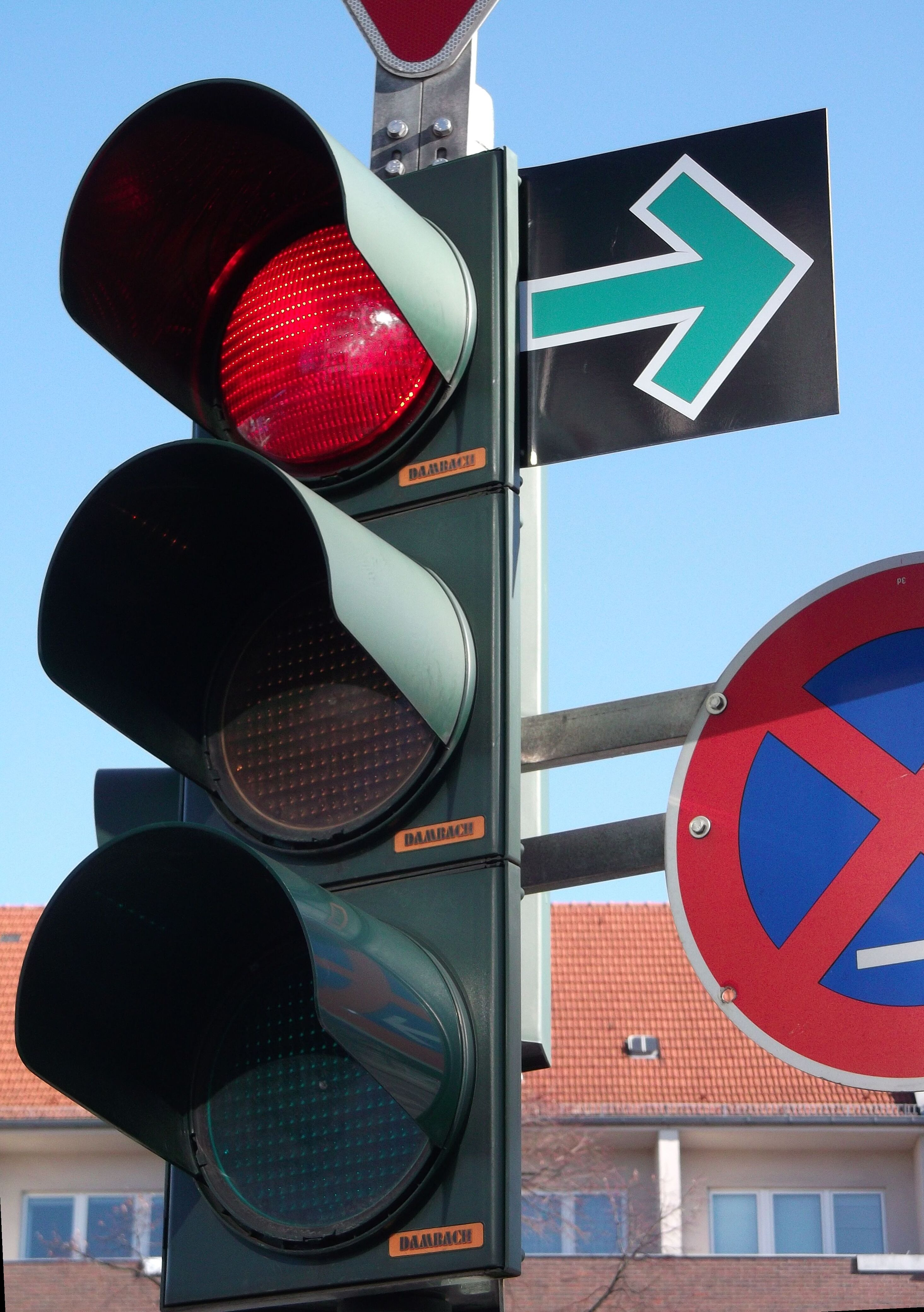
Plaque complémentaire autorisant le virage à droite au feu rouge, à Berlin.

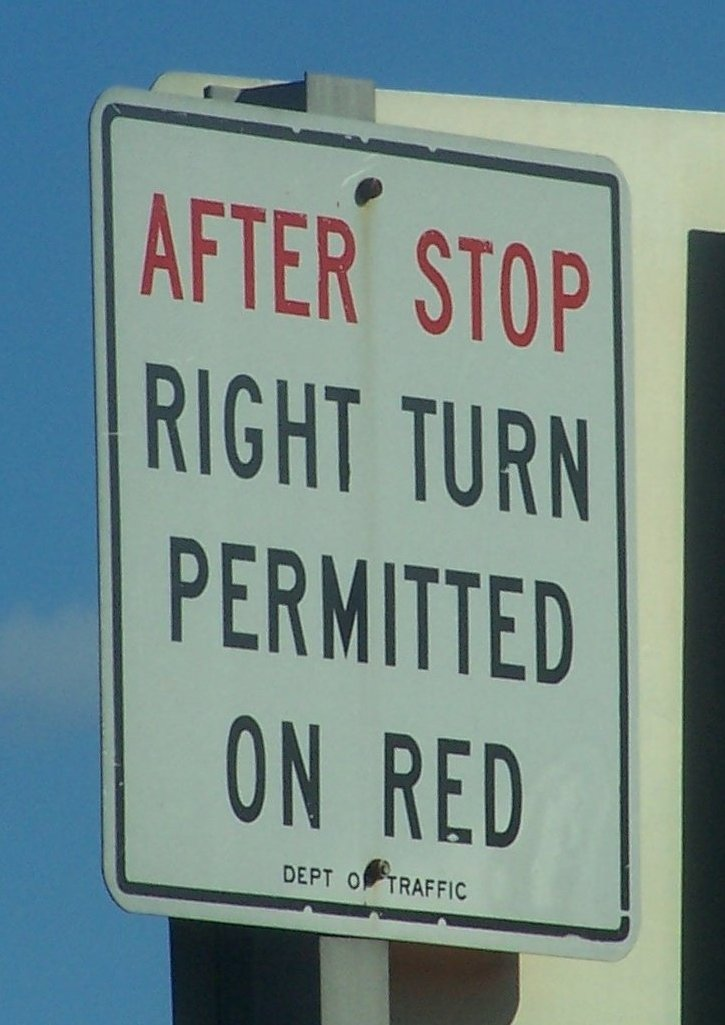
Panneau autorisant le virage à droite au feu rouge, à New York.

Le virage à droite au feu rouge est une règle du code de la sécurité routière ou du code de la route de certains pays autorisant — sous réserve — les véhicules à tourner à droite lorsque le feu de circulation tricolore est rouge. Le virage à droite doit être précédé de l'arrêt du véhicule, et doit être effectué après s'être assuré que la voie est dégagée.

## Par pays
Cette pratique est en usage en Chine et dans toute l'Amérique du Nord à l'exception de l'île de Montréal et la ville de New York.
Dans les pays appliquant la convention de Vienne sur la signalisation routière, l'arrêt au feu rouge est obligatoire, mais certains alinéas de l'article 23 permettent aux pays signataires des adaptations: feu jaune-orange clignotant (§23.1.b), flèches  (§23.9).

### Québec (Canada)
Le code de la sécurité routière québécois — en langue française — définit: 

« à moins d'une signalisation contraire, le conducteur d'un véhicule routier ou d'une bicyclette peut, face à un feu rouge, effectuer un virage à droite après avoir immobilisé son véhicule avant le passage pour piétons ou la ligne d'arrêt ou, s'il n'y en a pas, avant la ligne latérale de la chaussée sur laquelle il veut s'engager et après avoir cédé le passage aux piétons engagés dans l'intersection de même qu'aux véhicules routiers et cyclistes engagés ou si près de s'engager dans l'intersection qu'il s'avérerait dangereux d'effectuer ce virage. »

### France
En France, tourner à droite au feu rouge est en principe interdit. Toutefois, le concept est décliné sous forme de cédez le passage de deux manières:
- si une flèche orange/jaune clignotante (signal R16td) apparaît en plus du feu rouge qui interdit les autres mouvements (à gauche ou tout droit). La flèche est orange clignotante car les automobilistes doivent être attentifs (Article R412-32) et céder le passage aux autres usagers bénéficiant d'un feu vert. La particularité française est que ce type de flèche clignotante existe aussi pour les autres directions : aller tout droit, à gauche.
- si un panonceau autorise conditionnellement (cédez le passage) le franchissement pour cycles

L'article R415-15 du Code de la route modifié par le décret n° 2010-1390 du 12 novembre 2010 portant diverses mesures de sécurité routière permet une signalisation distincte, pouvant autoriser conditionnellement le franchissement de l'intersection en apposant sur le feu un panonceau M12a. En Belgique, il s'agit du panneau B22.

## Galerie

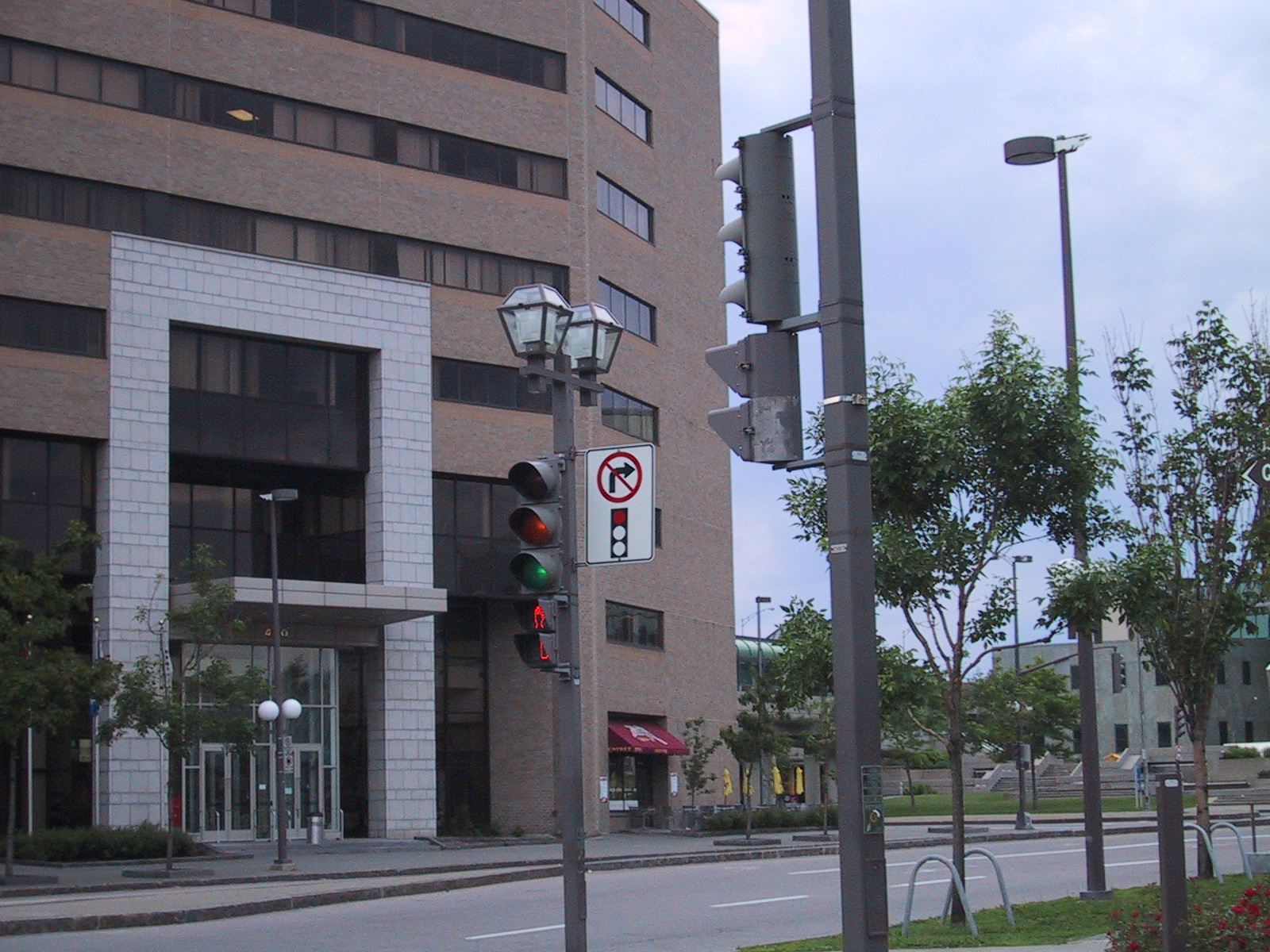
Panneau à Québec interdisant de tourner à droite au feu rouge.
Panneau à l'île de Montréal interdisant de tourner à droite au feu rouge.
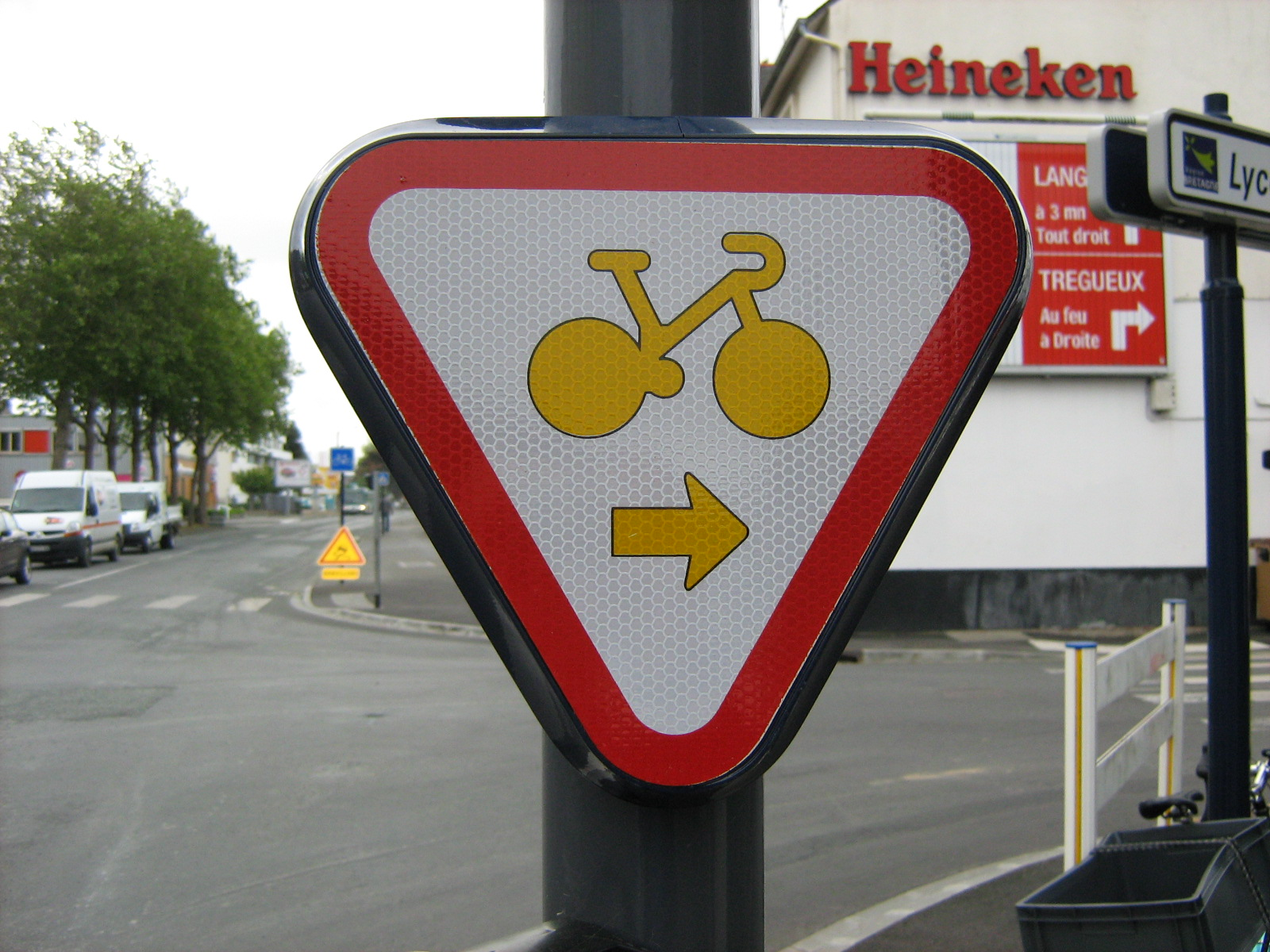
Panneau autorisant les bicyclettes à tourner à droite au feu rouge en France et en Belgique.
- Signal d’anticipation directionnel R16td, Ville-la-Grand, France.